# Zdeno Štrba
Zdeno Štrba (Krásno nad Kysucou, Checoslovaquia, 9 de junio de 1976) es un exfutbolista eslovaco que jugaba como centrocampista defensivo.

## Trayectoria
Comenzó en el club local Tatran Krásno nad Kysucou y siendo canterano del Dukla Banská Bystrica llegó a Matador Púchov, donde hizo su debut en la Corgoň Liga. Jugó para Matador cuatro temporadas y media, luego se trasladó al MŠK Žilina en enero de 2003. Ganó seis trofeos en el Žilina: la Corgoň Liga y la Supercopa de Eslovaquia, tres veces cada una. Avanzó a la selección de fútbol de Eslovaquia como miembro estable. El 3 de junio de 2009, firmó contrato por dos años con Skoda Xanthi por un precio de €150 000. Jugó 27 partidos y marcó 4 goles en su primera temporada en la Superliga de Grecia. En diciembre de 2010, terminó su contrato con el Xanthi después de un acuerdo mutuo y regresó al Žilina, pero al año siguiente ficha por el Spartak Myjava. Jugó para los clubes amateurs SC St. Martin, ESV Schwarzenau y ASV Kienberg/Gaming de Austria, y el TJ VTJ Rajecké Teplice-Konská y Slovan Skalité de Eslovaquia, retirándose en este último.

## Selección nacional
Jugó su primer partido internacional contra Chipre el 13 de febrero de 2003. Estuvo presente en 6 de los 10 partidos de las eliminatorias europeas para la Copa del Mundo de 2010 y el técnico de Eslovaquia, Vladimír Weiss, lo incluyó en la lista final de 23 jugadores para disputar la Copa Mundial de Fútbol de 2010. Jugó un total de 267 minutos en el torneo contra Nueva Zelanda, Paraguay e Italia. No jugó en los octavos de final contra los Países Bajos debido a las tarjetas amarillas de los juegos anteriores. Anunció su retiro del fútbol internacional en octubre de 2010.

### Participaciones en Copas del Mundo
| Mundial                        | Sede      | Resultado        | Partidos | Goles |
| ------------------------------ | --------- | ---------------- | -------- | ----- |
| Copa Mundial de Fútbol de 2010 | Sudáfrica | Octavos de final | 3        | 0     |

## Clubes
| Club                          | País       | Año       |
| ----------------------------- | ---------- | --------- |
| FK Púchov                     | Eslovaquia | 1998-2002 |
| MŠK Žilina                    | Eslovaquia | 2003-2009 |
| Skoda Xanthi FC               | Grecia     | 2009-2010 |
| MŠK Žilina                    | Eslovaquia | 2011      |
| Spartak Myjava                | Eslovaquia | 2012      |
| SC St. Martin                 | Austria    | 2013-2015 |
| ESV Schwarzenau               | Austria    | 2015-2016 |
| TJ VTJ Rajecké Teplice-Konská | Eslovaquia | 2017      |
| ASV Kienberg/Gaming           | Austria    | 2017-2018 |
| TJ VTJ Rajecké Teplice-Konská | Eslovaquia | 2018-2019 |
| Slovan Skalité                | Eslovaquia | 2019-2020 |

## Palmarés

### Campeonatos nacionales
| Título                  | Club       | País       | Año  |
| ----------------------- | ---------- | ---------- | ---- |
| Superliga de Eslovaquia | MŠK Žilina | Eslovaquia | 2003 |
| Supercopa de Eslovaquia | MŠK Žilina | Eslovaquia | 2003 |
| Superliga de Eslovaquia | MŠK Žilina | Eslovaquia | 2004 |
| Supercopa de Eslovaquia | MŠK Žilina | Eslovaquia | 2004 |
| Superliga de Eslovaquia | MŠK Žilina | Eslovaquia | 2007 |
| Supercopa de Eslovaquia | MŠK Žilina | Eslovaquia | 2007 |